# Oncometopia lineatifrons
Oncometopia lineatifrons är en insektsart som beskrevs av Melichar 1925. Oncometopia lineatifrons ingår i släktet Oncometopia och familjen dvärgstritar.
Artens utbredningsområde är Ecuador. Inga underarter finns listade i Catalogue of Life.